# Medalla del 60.º Aniversario de las Fuerzas Armadas de la URSS
La Medalla del 60.º Aniversario de las Fuerzas Armadas de la URSS  (en ruso: Юбилейная медаль «60 лет Вооружённых Сил СССР») es una medalla conmemorativa militar estatal de la Unión Soviética, fue establecida por decreto del Presídium del Sóviet Supremo de la Unión Soviética del 28 de enero de 1978, para conmemorar el sexagésimo aniversario de la creación de las Fuerzas Armadas Soviéticas. Su estatuto fue enmendado por decreto del Presídium del Sóviet Supremo de la Unión Soviética el 18 de julio de 1980.

## Estatuto
La Medalla del 60.º Aniversario de las Fuerzas Armadas de la URSS se otorgaba a:
- Oficiales, suboficiales y militares en servicio a largo plazo que, para el 23 de febrero de 1978, se encuentren en servicio militar activo en el ejército soviético, la marina, las tropas del Ministerio del Interior de la URSS, tropas y cuerpos de la KGB, dependientes del Consejo de Ministros de la URSS;
- Exguardias Rojos, militares que participaron en las hostilidades para proteger la Patria Soviética en las filas de las Fuerzas Armadas de la URSS, partisanos de la Guerra Civil y la Gran Guerra Patria de 1941-1945;
- Personas que actualmente no se encuentran en servicio militar activo, por estar en la reserva o retiradas, que sirvieron en el ejército soviético, la marina, las tropas del Ministerio del Interior de la URSS, las tropas y los cuerpos de la KGB, dependientes del Consejo de Ministros de la URSS; durante 20 años o más.

Así como todas aquellas personas que durante su período de servicio militar activo, recibieron las siguientes órdenes o medallas de la URSSː
- Medalla al Valor
- Medalla de Ushakov
- Medalla por el Servicio de Combate
- Medalla al Servicio Distinguido en la Protección de las Fronteras del Estado
- Medalla al Servicio Distinguido en la Protección del Orden Público
- Medalla de Najímov
- Medalla por Servicio Militar Distinguido.

La medalla era otorgada en nombre del Presídium del Sóviet Supremo de la URSS por comandantes de unidades, agencias e instituciones militares. Los militares retirados del servicio recibían su medalla, de comisarías militares republicanas, territoriales, regionales, distritales, y municipales.
La Medalla del 60.º Aniversario de las Fuerzas Armadas de la URSS se lleva en el lado izquierdo del pecho y, si se usa en presencia de otras órdenes y medallas de la URSS, se coloca después de la Medalla del 50.º Aniversario de las Fuerzas Armadas de la URSS. Si se usa en presencia de órdenes o medallas de la Federación de Rusia, estas últimas tienen prioridad.

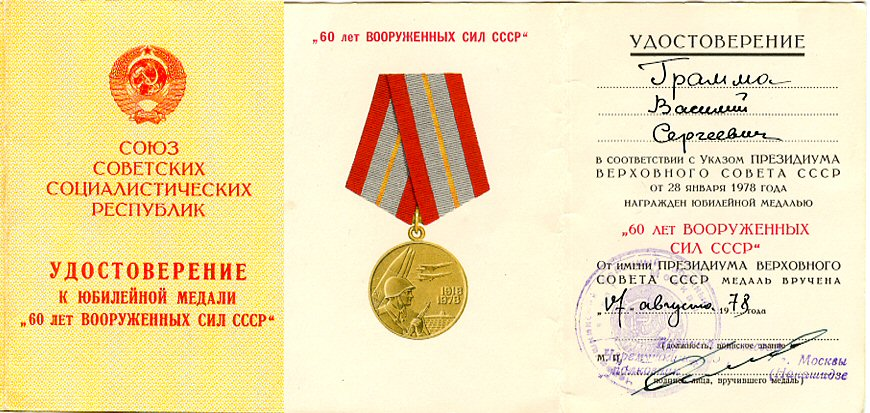
Certificado de concesión de la medalla

Cada medalla venía con un certificado de premio, este certificado se presentaba en forma de un pequeño folleto de cartón de 8 cm por 11 cm con el nombre del premio, los datos del destinatario y un sello oficial y una firma en el interior.
Hasta el 1 de enero de 1995, aproximadamente 10.723.340 personas habían recibido la Medalla del 60.º Aniversario de las Fuerzas Armadas de la URSS.

## Descripción

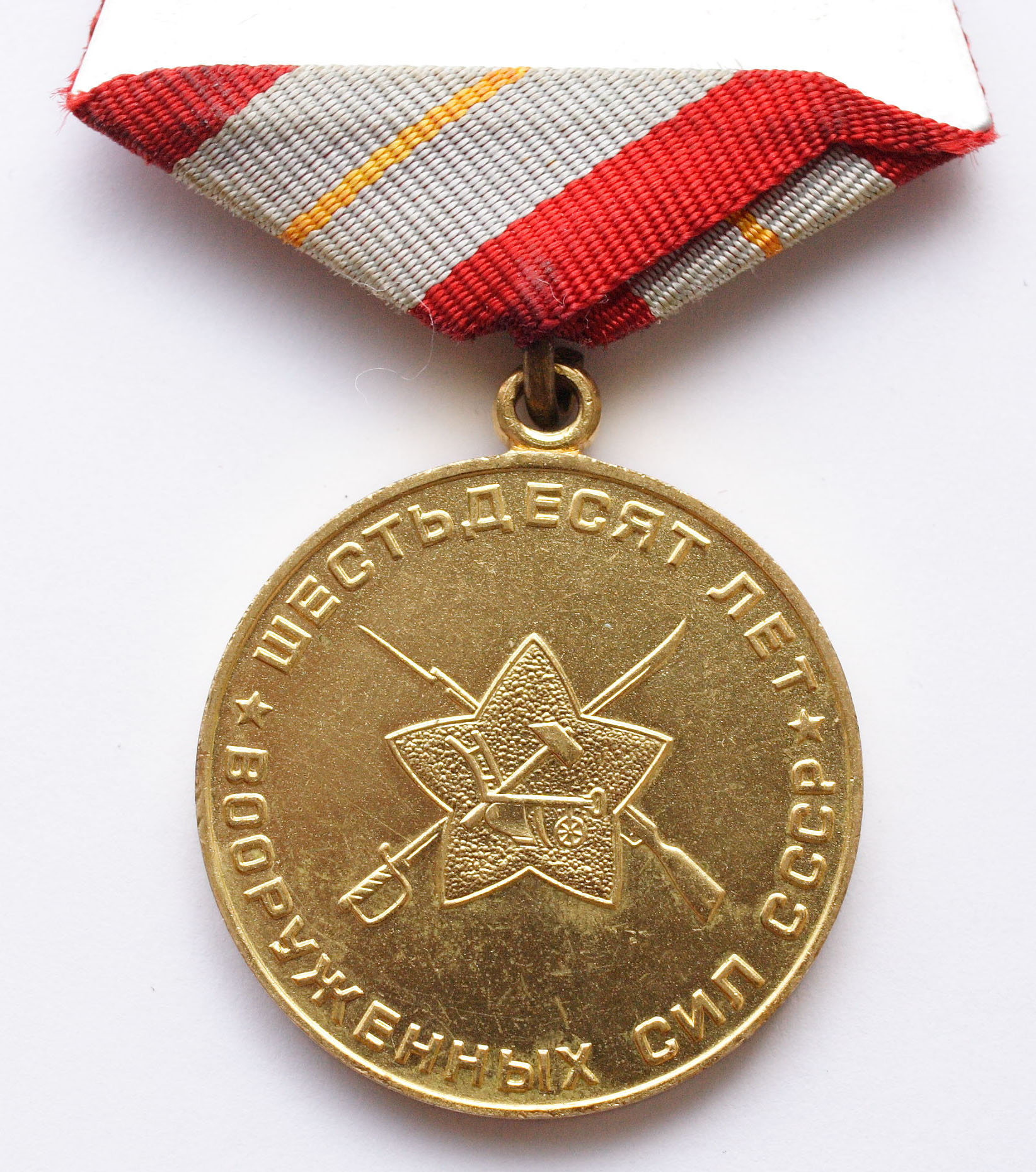
Reverso de la medalla

La medalla está hecha de latón dorado y tiene la forma de un círculo regular con un diámetro de 32 mm con un borde elevado.
En su anverso, en el fondo a la izquierda, tres cohetes apuntando hacia el cielo hacia la parte superior derecha. En la parte superior derecha de la medalla, dos aviones militares volando nivelados en formación hacia la derecha, en el frente en la parte inferior izquierda, la imagen en relieve de un soldado soviético con casco. El soldado está mirando a la derecha sosteniendo un fusil, a su derecha en el horizonte, la imagen en relieve de un submarino emergiendo del mar. Justo encima del submarino, a la derecha, las fechas superpuestas «1918» y «1978».
En el reverso, a lo largo de toda la circunferencia de la medalla, la inscripción en relieve circular: «Sesenta años» y «Fuerzas Armadas de la URSS» (en ruso: «Шестьдесят лет» и «Вооружённых Сил СССР»), separadas por asteriscos. En el centro, la imagen de una estrella de cinco puntas con un martillo y un arado en medio, superpuesta a un rifle cruzado y un sable.
La medalla estaba asegurada a una montura pentagonal soviética estándar mediante un anillo a través del bucle de suspensión de la medalla. La montura estaba cubierta por una cinta de muaré de seda gris de 24 mm de ancho con franjas de borde rojo de 5 mm y una franja amarilla central de 1 mm.